# Norbert Kleyboldt
Norbert Kleyboldt (* 9. August 1943 in Ahaus) war von 1999 bis 2016 Generalvikar im Bistum Münster. Er ist emeritierter Domdechant an der münsterschen Domkirche und Päpstlicher Ehrenkaplan. Ebenso war er als Subsidiar in der Pfarrgemeinde Liebfrauen-Überwasser in Münster tätig.

## Herkunft
Kleyboldts Vater war Küster an der St.-Mariä-Himmelfahrts-Kirche in Ahaus. Zusammen mit drei Brüdern wuchs er im Küsterhaus auf.

## Priesterlicher Werdegang
Nach seinem Studium der Theologie und Philosophie in Münster und München empfing er am 1. März 1970 die Priesterweihe. Zunächst wurde er Kaplan in Rheine, St. Ludgerus. 1974 wurde er dann Polizeipfarrer in Münster. Zudem wurde er Subsidiar an St. Michael in Münster-Gievenbeck, dieses Amt übt er bis heute aus (die Pfarre heißt nach Fusion heute Liebfrauen-Überwasser). 1976 wurde er Domvikar an der Hohen Domkirche zu Münster. 1980 wurde er Leiter der Hauptabteilung Verwaltung des Münsteraner Generalvikariats. Aufmerksam geworden war man auf ihn durch eine nebenamtliche Sanierung des Stadt-Caritas-Verbandes in Münster dessen Vorsitzender er war. 1984 wurde er mit dem Ehrentitel Päpstlicher Ehrenkaplan ausgezeichnet. 1989 wurde er als residierender Domkapitular ins Münsteraner Domkapitel aufgenommen. 1993 wurde er stellvertretender Generalvikar und 2007 zum Domdechanten ernannt. Dieses Amt bekleidete er bis zu seiner Emeritierung am 10. August 2018.

## Wirken als Generalvikar
Bischof Reinhard Lettmann ernannte ihn 1999 zum Generalvikar und damit zum Nachfolger von Werner Thissen, der zum Weihbischof ernannt wurde. Am 29. März 2008 wurde Kleyboldt vom damaligen Diözesanadministrator Franz-Josef Overbeck, der die Diözese bis zur Berufung eines neuen Diözesanbischofs leitete, zu dessen Ständigem Vertreter bestellt. Am 29. März 2009 wurde Kleyboldt von Bischof Felix Genn erneut zum Generalvikar ernannt. Kleyboldts Wirken als Generalvikar ist insbesondere geprägt durch Umstrukturierung der Pfarreien. Kleyboldts Dienst als Generalvikar endete am 1. Juli 2016 mit der Amtseinführung seines Nachfolgers Norbert Köster.

## Mitgliedschaften
Norbert Kleyboldt wurde 1965 durch die Unitas Münster rezipiert und ist Mitglied der Vereine W.K.St.V. Unitas Wiking-Sugambria (heute Osnabrück) und W.K.St.V. Unitas Rheinpfalz, München.
Er ist seit 2001 Ehrenmitglied der katholischen Studentenverbindung A.V. Cheruscia Münster.

## Schriften
- als Herausgeber: Unverwechselbar – Bischof Reinhard Lettmann, Münster 2005 (ISBN 3-937961-09-7)
- als Herausgeber: Ein Jahr wie kein anderes. 805 - 2005, 1200 Jahre Bistum Münster. Die Dokumentation, Münster 2005 (ISBN 3-937961-21-6)
- als Herausgeber: Ein Tag wie jeder andere 9. März. Leben im Bistum Münster. Bild-Dokumentation, Münster 2008 (ISBN 978-3-937961-59-0)
- als Herausgeber: Ganz auf Christus bezogen. Reinhard Lettmann, Bischof von Münster (1980 - 2008), Münster 2014 (ISBN 978-3-941462-92-2)